# Littleover
Littleover – dzielnica miasta Derby, w Anglii, w Derbyshire, w dystrykcie (unitary authority) Derby. W 2011 roku dzielnica liczyła 14 375 mieszkańców. Littleover jest wspomniana w Domesday Book (1086) jako Parva Ufra.